# The Battle (filme)
The Battle é um filme de guerra em curta metragem estadunidense, dirigido por D. W. Griffith em 1911. O filme foi criado durante a Guerra de Secessão, e filmado no distrito de Fort Lee, no estado de Nova Jérsia, Estados Unidos.

## Elenco
- Charles West
- Blanche Sweet
- Charles Hill Mailes
- Robert Harron
- Donald Crisp
- Spottiswoode Aitken
- Edwin August
- Lionel Barrymore
- Kate Bruce
- William J. Butler
- Christy Cabanne
- Edna Foster
- Joseph Graybill
- Guy Hedlund
- Dell Henderson
- Harry Hyde
- J. Jiquel Lanoe
- W. Chrystie Miller
- Alfred Paget
- W. C. Robinson
- Kate Toncray